# Antyteza
Antyteza (gr. ἀντίθεσις antíthesis – „przeciwstawienie”, inna nazwa: contrapositum) – figura retoryczna polegająca na zestawieniu dwóch elementów znaczeniowo przeciwstawnych w jedną całość treściową dla uzyskania wyższej ekspresji (np. „jest czas rodzenia i czas umierania”). Często mylona z oksymoronem.
Utwory literackie okresu baroku cechowały się nagromadzeniem antytez, co miało służyć podkreśleniu paradoksu.